# Celda electroquímica metal-aire

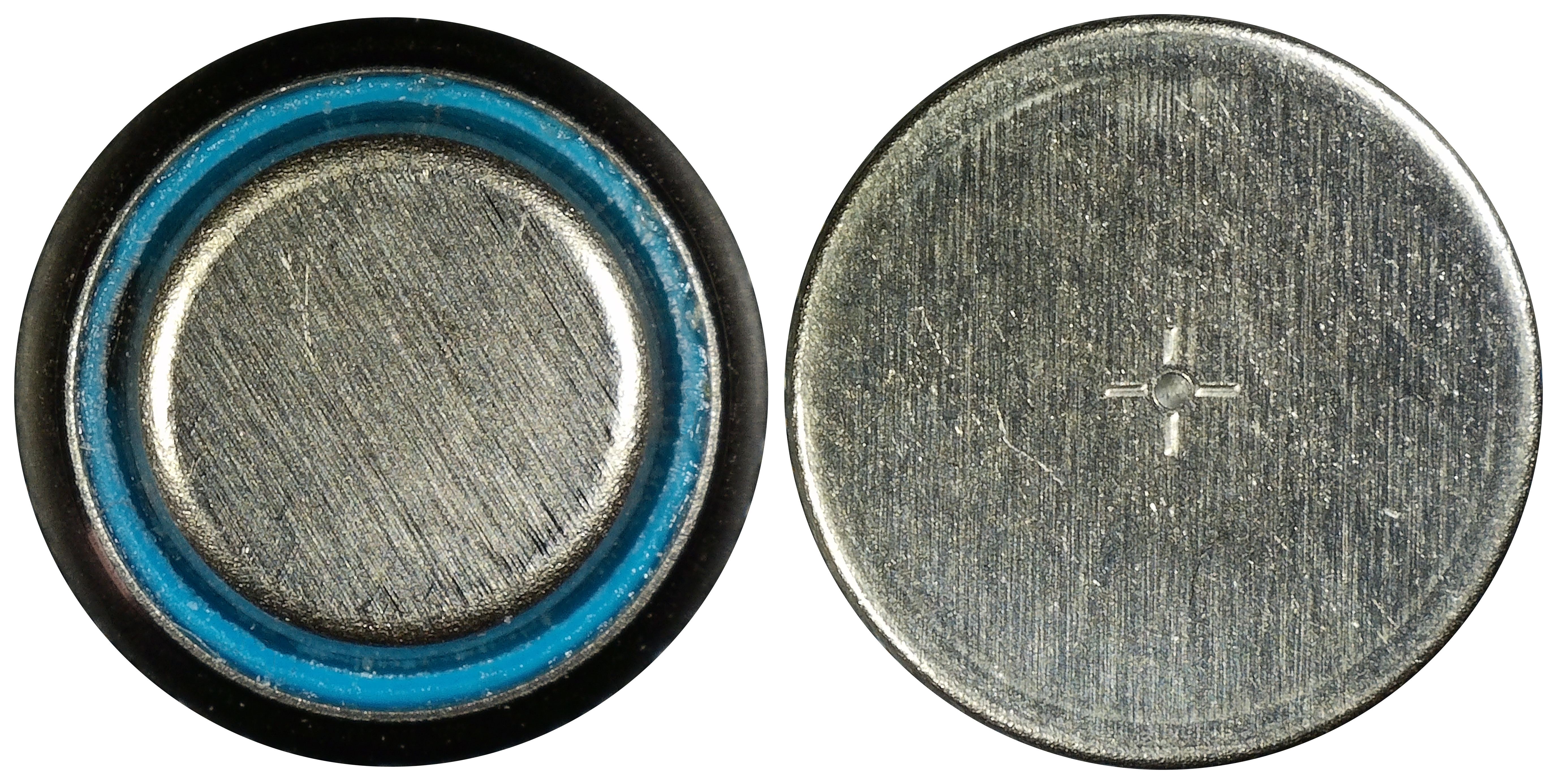
Celda electroquímica metal-aire, en este caso cinc- aire.

Una celda electroquímica de metal-aire es una célula electroquímica que utiliza un ánodo fabricado de metal puro y un cátodo que captura el oxígeno del aire, por lo general usando una solución acuosa como electrolito.
Durante la descarga de la celda metal-aire, se lleva a cabo la reacción de reducción de oxígeno en el cátodo, mientras que el ánodo metálico se oxida, liberando cationes en el sistema.
Algunas de las celdas metal-aire se diseñan con la intención de ser recargables electroquímicamente, como es el caso de las baterías Litio-Aire y las baterías Sodio-Aire. Por otro lado, existe la posibilidad de realizar una recarga mecánica, agregando una nueva pieza de ánodo metálico, por ejemplo, en las baterías Aluminio-Aire o Zinc-Aire.
La capacidad específica teórica y la densidad energética teórica de las celdas electroquímicas metal-aire es significativamente más alta que las baterías Ion-Litio, haciéndolas candidatos viables para su uso en vehículos eléctricos. A pesar de que ya existen algunas aplicaciones comerciales para las celdas metal-aire, algunas complicaciones asociadas con la formación de dendritas en el ánodo, la desactivación por envenenamiento del catalizador y la estabilidad del electrolito han causado que se retrase la implementación de baterías metal-aire a gran escala. 

## Tipos
La reacción de descarga de una batería de Litio-aire entre el Litio (Li) y el oxígeno del óxido de litio (Li2O), de acuerdo con 4Li + O2 → 2Li2O, tiene un voltaje de circuito abierto de 2,91 V y una energía específica teórica de 5210 Wh/kg. Puesto que el oxígeno no se almacena en la batería, la energía específica teórica, excluyendo el oxígeno, es 11,140 Wh/kg (40,1 MJ/kg). Esta cifra se ha de comparar con la de 44 MJ/kg para la gasolina (combustible fósil y, por tanto, no renovable).
| Batería metal-aire | Voltaje de circuito abierto calculado, V | Energía específica teórica, Wh/kg (incluyendo oxígeno) | Energía específica teórica, Wh/kg (excluyendo oxígeno) |
| ------------------ | ---------------------------------------- | ------------------------------------------------------ | ------------------------------------------------------ |
| Aluminio–aire      | 1.2                                      | 4300                                                   | 8140                                                   |
| Berilio–aire       |                                          |                                                        |                                                        |
| Calcio-aire        | 3.12                                     | 2990                                                   | 4180                                                   |
| Acero–aire         |                                          |                                                        |                                                        |
| Litio–aire         | 2.91                                     | 5210                                                   | 11140                                                  |
| Magnesio–aire      | 2.93                                     | 2789                                                   | 6462                                                   |
| Sodio–aire         | 2.3                                      | 1677                                                   | 2260                                                   |
| Titanio–aire       |                                          |                                                        |                                                        |
| Zinc-aire          | 1.65                                     | 1090                                                   | 1350                                                   |